# Haywire (gruppo musicale)
Gli Haywire sono un gruppo musicale canadese AOR/hard rock fondato a Charlottetown, Isola del Principe Edoardo, nel 1982.

## Storia del gruppo
Gli Haywire furono fondati a Charlottetown nel 1982 da Dave Rashed, Paul MacAusland, Marvin Birt, Scott Roberts e Ronnie Switzer. Nel 1984 vinsero il contest Q107 Homegrown, che gli assicurò di registrare un singolo, poi divenuto un EP a 5 tracce, che vendette 5000 copie. Nel 1985 vinsero la Labatt's Battle of the Bands e usarono i 10,000 dollari di premio per registrare nuovo materiale. La band non subì cambiamenti di formazione, fatta eccezione per i batteristi con Sean Kilbride che fu il quarto componente dietro le pelli dalla fondazione.
Nell'estate del 1986 il gruppo firmò un contratto con la Attic Records, con la quale uscì il disco d'esordio Bad Boys, disco di platino in Canada. La traccia omonima entrò invece in top 40.
L'anno seguente pubblicarono il secondo album, Don't Just Stand There, ancora una volta platino e forte di una hit come "Dance Desire". Gli Haywire partirono così in tour con gli Helix, gli Honeymoon Suite e Kim Mitchell, oltre a rappresentare il Canada nel World Popular Song Festival giapponese. Nonostante il successo, la band non aveva sfondato negli USA.
Il seguente Nuthouse fu registrato nel 1990 in Norvegia con Bjorn Nessjo alla produzione. Non soddisfatti del mixaggio, gli Haywire tornarono però in Canada e rilavorarono al disco da soli. Il disco fu ancora un disco di platino e guadagnò maggiori attenzioni dalla stazioni radiofoniche AOR, senza però fare il definitivo salto di qualità.
La Attic non rinnovò così il contratto al gruppo, che nel 1992 si autoprodusse un nuovo disco, Get Off, ben risposto dalla critica, meno dalle vendite. Il singolo "Buzz" fu numero 13 nelle classifiche senza promozione e video.
Nel 1993 gli Haywire si sciolsero, per poi riformarsi nel 2004. Nel 2006 furono premiati del Music Prince Edward Island Lifetime Achievement Award, mentre nel 2011 saranno vincitori del Lifetime Achievement Award della East Coast Music Association (ECMA).

## Formazione
- Paul MacAusland - voce
- Dave Rashed - tastiera, cori
- Marvin Birt - chitarra, cori
- Ronnie Switzer - basso
- Sean Kilbride - batteria

## Discografia

### Album
- Bad Boys - 1986
- Don't Just Stand There - 1987
- Nuthouse - 1990
- Get Off - 1992

### EP
- Haywire - 1985

### Raccolte
- Wired: Best Of - 1993

### Singoli
- "Bad Bad Boy" (1986) numero 21 CAN
- "Standin' in Line" (1986) numero 71 CAN
- "Shot in the Dark" (1986) numero 96 CAN
- "Dance Desire" (1987) numero 10 CAN
- "Black and Blue" (1987) numero 37 CAN
- "Thinkin' About the Years" (1988) numero 35 CAN
- "Fire" (1988)
- "Operator Central" (1989)
- "Short End of a Wishbone" (1990) numero 56 CAN
- "Taken the Pain" (199)
- "Get Back" (1992) numero 46 CAN
- "Wanna Be the One" (1992)
- "Buzz" (1992) numero 13 CAN